# Ayane
Ayane (japanisch 彩音; * 9. Oktober) ist eine japanische Sängerin, die ihre Songs für Spiele und Animes singt. Ihre Debüt-Single im Jahr 2004 hieß KIZUNA~絆. Sie startete ihr erstes Album im Jahr 2007 unter dem Namen ARCHIVE LOVERS. Sie ist 5pb beigetreten. Ayane, damals bekannt als 'Junko Hirata', war ein Mitglied der Band platoniX mit Tatsuya „Tatsh“ Shimizu.

## Diskografie

### Alben
- 2007: Archive Lovers
- 2007: Hyper / Trance
- 2008: Elephant Notes
- 2010: Lyricallya Candles

### Singles
- 2004: Kizuna
- 2004: Orange
- 2005: Ribbon
- 2006: Film Makers
- 2007: Nageki no Mori
- 2007: Dolphin Jet
- 2008: Cloudier Sky
- 2008: Lunatic Tears…
- 2008: Sono saki ni aru, Dareka no Egao no tame ni
- 2009: Endless Tears…
- 2009: Gravity Error
- 2010: Arrival of Tears
- 2010: Angelic Bright
- 2010: Juujika ni sasagu Shichijuusou
- 2011: Crest of Knights

### Kompilation
- 2005: Kakashi
- 2005: Tsuki to Yozora to Houkiboshi
- 2007: Fractal Tree
- 2008: Dekotora / Airando
- 2008: Drive on dragoon

## Zusammenarbeiten

### Mit platoniX
- CARRY ON NIGHT (English Version) – beatmania IIDX 10th Style
- PLATONIC-XXX – beatmania IIDX 10th Style
- Don’t be afraid myself – beatmania IIDX 11: RED
- Under the Sky (with Sayaka Minami from BeForU) – beatmania IIDX 12: HAPPY SKY und Dance Dance Revolution SuperNOVA 2
- Xepher (with Yumi Natori) – beatmania IIDX 12: HAPPY SKY
- DOUBLE ♥♥ LOVING HEART (with Sayaka Minami from BeForU) – beatmania IIDX 13: Distorte
- CARRY ON NIGHT (Dub’s Old Gamers Remix) – V-RARE SOUNDTRACK 12
- Don’t be afraid myself (trance edge mix) – V-RARE SOUNDTRACK 14

### Unter früherem Namen
- Xepher(ver1.1) (mit Tatsh und Yumi Natori) – Bemani Top Ranker Ketteisen
- Gekkou (ver0.99) / 月光 (ver0.99) (mit Tatsh) – Bemani Top Ranker Ketteisen
- Love Again… (mit Tatsh) – beatmania IIDX 11: RED CS
- With Your Smile (mit Shoichiro Hirata) – beatmania IIDX 14: GOLD
- Tabidachi no Uta (mit Tatsh) – pop’n music 14 FEVER!

## Texte für andere Sänger
Ayane schrieb die folgende Liedtexte für andere Sänger:
- Gekkou (gesungen von Kanako Hoshino)
- Glory Days (gesungen von Saeko Chiba)
- Love & History (gesungen von Maria Yamamoto)
- Lunatic Tears… (gesungen von xue)
- Moon Party (gesungen von Atsuko Enomoto & Maria Yamamoto)
- Reijou Doll (gesungen von Yuuri Nashimoto)
- Wonderland (gesungen von Maria Yamamoto)